# Kleinumstand
Kleinumstand was tot de 19e eeuw een honschap van de Duitse stad Velbert.
Kleinumstand lag aan de Uerdinger Linie, in het gebied van het Zuid-Nederfrankisch en lag ten zuiden van de Ruhr. Kleinumstand hoort niet bij het Ruhrgebied en lag tussen Velbert-Rottberg en Heiligenhaus-Tüschen.